# Turó d'en Tort
El Turó d'en Tort és una muntanya de 183 metres que es troba al municipi de Montcada i Reixac, a la comarca del Vallès Occidental.